# Mitch Albom
Mitchell David "Mitch" Albom, més conegut com a Mitch Albom (Passaic, Nova Jersey, 23 de maig de 1958) és un escriptor, periodista, guionista, dramaturg, locutor de ràdio, presentador de televisió i músic nord-americà.
Els seus llibres han venut més de sis milions de còpies al voltant del món. Més enllà del reconeixement al seu propi país, que va obtenir a principis de la seva carrera, és principalment reconegut pel seu llibre Els dimarts amb Morrie, en el qual narra les seves experiències al costat de Morrie Schwartz, i pels seus treballs filantròpics a Detroit, Michigan.

## Família, infància i educació
Albom va néixer a Passaic, Nova Jersey i va viure per un temps a Buffalo, Nova York abans de mudar-se novament al seu estat natal. Després d'haver cursat els seus estudis secundaris a Nova Jersey i a Filadèlfia, Albom va ingressar a la Universitat de Brandeis a Waltham (Massachusetts), per cursar la carrera de Sociologia, on es va llicenciar en 1979. Després de la seva graduació va decidir perseguir el seu somni de ser músic en diversos clubs nocturns dels Estats Units i d'Europa. Va descobrir que tenia facilitat per escriure i finalment va tornar a la universitat, on va obtenir un títol a l'Escola de Graduats de Periodisme de la Universitat de Colúmbia i un altre a Escola de Negocis de Columbia, pagant-se parcialment els estudis treballant com a pianista.
El 1995 va contreure matrimoni amb Janine Sabino, amb qui viu als suburbis de Detroit, a Michigan.

## Primers anys com a músic
El somni original d'Albom era el d'esdevenir un músic i compositor, per la qual cosa tocava en nombroses bandes durant l'educació secundària i a la universitat. Va estudiar piano amb diversos professors, entre els quals es troba Charlie Banacos al Berklee College of Music de Boston, Massachusetts. El 1979, ja graduat de la universitat, Albom va viatjar a Europa per treballar com a pianista i cantant en una taverna a l'illa de Creta. Més tard es va mudar a Nova York per treballar en la indústria de la música. Va formar diverses bandes i va tocar en diversos clubs nocturns, mentre es va dedicar al mateix temps a compondre cançons.

## Treball com a columnista
A Nova York, Albom va desenvolupar el seu interès pel periodisme. Mentre treballava com a músic a la nit per mantenir-se, va començar a escriure durant el dia per al Queens Tribune, un periòdic setmanal de Flushing, Nova York. Per ajudar a construir el seu currículum, va escriure anuncis per als supermercats locals. El seu treball el va ajudar a ingressar a la prestigiosa Escola de Periodisme de la Universitat de Colúmbia. Allà, per costejar els estudis, a més del seu treball com a pianista, va acceptar una feina de mig temps a la revista Sport, després de la qual cosa va desenvolupar el seu gust pel periodisme esportiu. Després de la seva graduació, es va especialitzar en aquest camp i va treballar per a diversos diaris com ara Sports Illustrated, GEO, i The Philadelphia Inquirer. A més, va cobrir diversos esdeveniments esportius olímpics a Europa; va haver de pagar ell mateix els seus passatges i allí es va dedicar també a vendre articles. El 1983, va ser contractat com a escriptor de temps complet per al diari The Fort Lauderdale News i Sun Sentinel, i finalment va ser ascendit a columnista. El 1985, després d'haver guanyat el premi per a periodistes esportius lliurat per l'Associated Press en la categoria de millor història esportiva d'aquest any, va començar a treballar com el principal columnista d'esports en el Detroit Free Press com a reemplaçament de Mike Downey, un popular columnista que havia estat contractat per Los Angeles Times.
La columna d'esports d'Albom va adquirir ben aviat popularitat entre els lectors. El 1989, quan el Detroit Free Press i el Detroit News van fusionar les publicacions del cap de setmana sota un acord col·lectiu, les autoritats del diari li van demanar que afegís una columna setmanal no relacionada amb els esports a les seves tasques. La columna es va incloure els diumenges a la secció d'opinió, i va tractar sobre la vida i els valors nord-americans. Finalment, es va popularitzar a tot el país, i les dues columnes segueixen publicant-se al Detroit Free Press. Albom, durant els anys en què va viure a Detroit, va esdevenir un dels periodistes esportius més premiats del moment; va ser nomenat com el millor columnista d'esports del país tretze vegades per l'Associated Press, i va guanyar el premi a la millor història esportiva atorgat per la mateixa organització en set ocasions. Cap altre periodista va obtenir el premi més d'un cop. També ha rebut més de dos-cents premis d'altres organitzacions, entre les quals es troben els Premis National Headliner, la Societat Nord-americana d'Editors de Diaris i l'Associació de Periodistes Esportius. Diverses de les seves columnes van ser compilades en llibres d'antologia: Live Albom I (Detroit Free Press, 1988), Live Albom II (Detroit Free Press, 1990), Live Albom III (Detroit Free Press, 1992), i Live Albom IV (Detroit free Press, 1995).
Albom també contribueix com a editor per a la revista Parade.

## Treball com a escriptor

### Llibres d'esports
El primer llibre no antològic d'Albom va ser Bo: Life, Laughs, and the Lessons of a College Football Legend (Warner Books), una autobiografia del llegendari entrenador de futbol americà Bo Schembechler, co-escrita amb ell. El llibre es va publicar l'agost de 1989 i es va convertir en el primer supervendes d'Albom que va aparèixer en la llista del New York Times.
El seu següent llibre va ser Fab Five: Basketball, Trash Talk, The American Dream, una mirada als començaments de l'equip masculí de bàsquet de la Universitat de Michigan que va arribar al joc de campionat de la NCAA en 1992 i novament en 1993. El llibre es va publicar el novembre de 1994 i també va ser un èxit de vendes i va entrar a la llista del Times.

### Els dimarts amb Morrie
L'obra cimera d'Albom va sorgir després que va haver-hi vist l'entrevista de Morrie Schwartz amb Ted Koppel al programa d'ABC News Nightline el 1995, en el qual Schwartz, un professor de sociologia, va parlar sobre la vida i la mort amb una malaltia terminal, l'ELA (esclerosi lateral amiotròfica, o malaltia de Lou Gehrig). Albom, qui havia estat alumne de Schwartz durant els seus anys com a estudiant en Brandeis, va tornar a entrar en contacte amb el seu vell professor, visitant-lo a la seva llar en els suburbis de Boston cada dimarts per discutir sobre la vida i la mort. Albom, buscant una manera de pagar els comptes mèdiques de Schwartz, va buscar un editor per a un llibre sobre les seves visites. Encara que va ser rebutjat per moltes editores, Doubleday finalment va acceptar la idea poc abans de la mort del professor, i Albom va aconseguir complir el seu desig de costejar els comptes mèdiques de Morrie.
El llibre, Els dimarts amb Morrie (Tuesdays with Morrie en l'original), es va publicar el 1997, en un petit volum que va relatar les visites d'Albom al seu professor. La primera edició va comptar amb vint mil còpies. Les vendes van anar creixent lentament, i una breu aparició al programa d'Oprah Winfrey va elevar les vendes fins al punt que el llibre va passar a integrar la llista de supervendes del New York Times a l'octubre del mateix any. Va ser pujant llocs fins a arribar al primer sis mesos després. Va romandre a la llista del Times durant 205 setmanes. El 2009, com el llibre de memòries més venut de la història, Els dimarts amb el meu vell de professor va vendre més de catorze milions de còpies i ha estat traduït a 41 idiomas.
Oprah Winfrey va produir una adaptació en format de pel·lícula per a televisió en associació amb ABC, protagonitzada amb Hank Azaria com Albom i Jack Lemmon com Morrie. Va ser la pel·lícula per a televisió més vista de 199.912 i va guanyar quatre Premis Emmy. Posteriorment Albom i el dramaturg Jeffrey Hatcher van escriure una obra de teatre per a dos personatges, estrenada off-Broadway a la tardor boreal de 2001, protagonitzada per Alvin Epstein com Morrie i Jon Tenney com Mitch.
Els dimarts amb el meu vell professor és un llibre que es llegeix a les escoles i universitats de tot el món i Albom va iniciar una fundació privada amb part dels guanys, la "Fundació dimarts amb Mitch", per ajudar en diverses obres de caritat.

### Les cinc persones que trobaràs al cel
Després de l'èxit de Els dimarts amb el meu vell professor, el següent llibre d'Albom va ser un llibre de ficció, Les cinc persones que trobaràs al cel (The Five People You Meet in Heaven) (Hyperion Books) publicat el setembre de 2003. Encara que va ser publicat sis anys més tard que Els dimarts amb el meu vell professor, el llibre va tenir molt d'èxit i novament va entrar a la llista de supervendes del diari The Times. Les cinc persones que trobaràs al cel va vendre més de deu milions de còpies en 38 països i en 35 idiomes. El 2004, l'hi va adaptar en una pel·lícula per a televisió de l'ABC, protagonitzada per Jon Voight, Ellen Burstyn, Michael Imperioli i Jeff Daniels. Dirigida per Lloyd Kramer, la pel·lícula va ser aclamada per la crítica i es va convertir en la pel·lícula per a televisió més vista de l'any, amb 18,6 milions d'espectadors.
Les cinc persones que trobaràs al cel narra la història d'Eddie, un veterà de guerra ferit que viu en el que ell considera una vida solitària i sense sentit arreglant muntanyes russes en un parc de diversions costaner. El dia que compleix 83 anys, mor tractant de salvar una nena d'una atracció. Desperta a l'"altra vida", on descobreix que el cel no és un lloc específic sinó un lloc a on cinc persones que havien estat relacionades amb la seva vida s'expliquen.
Albom ha declarat que el llibre va ser inspirat pel seu oncle, Eddie Beitchman, qui, igual que el personatge, va combatre a les Filipines durant la Segona Guerra Mundial i va morir als 83 anys. Eddie li va relatar al seu nebot, quan aquest era nen, sobre una ocasió en què havien hagut d'operar d'urgència i havia tingut una experiència propera a la mort, sentint la seva ànima surant per sobre la llitera. Allà, segons Eddie, havia vist a tots els seus parents morts esperant en la vora de la llitera. Malgrat que el veritable Eddie va sobreviure a l'operació, Albom ha dit que la imatge de la gent esperant-te quan mors inspirar l'argument d'aquesta novela.

### Un dia més
La segona novel·la d'Albom, Un dia més (For One More Day) (Hyperion), es va publicar el 2006. L'edició en tapa dura passar nou mesos a la llista de supervendes del New York Times, ingressant directament entre els primers llocs. També va aconseguir el primer lloc en les llistes d'USA Today i de Publishers Weekly. Va ser el primer llibre venut per Starbucks en el llançament del Programa de Llibres a la tardor del 2006. Va ser traduït a 26 idiomes. El 9 de desembre de 2007, la cadena ABC va emetre una pel·lícula per a televisió de dues hores de durada titulada "Oprah Winfrey Presents: Mitch Albom's For One More Day", protagonitzada per Michael Imperioli i Ellen Burstyn. Burstyn va rebre una nominació als Premis Screen Actors Guild per la seva interpretació de Posey Benetto.
Un dia més tracta sobre un fill que intenta passar un dia amb la seva mare, morta de feia vuit anys. Charley "Chick" Benetto és un beisbolista retirat que, enfrontant el dolor pels seus somnis sense complir, l'alcoholisme, el seu divorci i el seu allunyament de la seva filla, torna a la llar de la seva infància i intenta suïcidar-se. Allí es troba amb la seva morta mare, qui el rep com si no hagués passat res. El llibre explora l'interrogant "¿Què faries si tinguessis un dia més al costat de la persona que has perdut?"

### Have a Little Faith
Have a Little Faith, el primer llibre no fictici d'Albom des dimarts amb el meu vell professor, es va publicar el 29 de setembre de 2009 per Hyperion publishing, i relata l'experiència d'Albom que va rebre l'encàrrec d'escriu-re, abans de la seva mort, l'elogi funebre d'un rabí de la seva ciudad. El llibre té el mateix estil que Els dimarts amb Morrie, en el qual el personatge principal, Mitch, té diverses converses profundes amb el rabí per tal de conèixer i comprendre millor l'home i per assegurar-se que l'elogi representa el seu veritable desig.

## Treball com a locutor de ràdio
Albom va començar a treballar en ràdio el 1987 a WLLZ-Detroit, una estació de ràdio de rock clàssic actualemente desapareguda. Va treballar en el programa matutí de la ràdio com a comentarista esportiu i va començar un programa d'esports els diumenges a la nit, The Sunday Sports Albom, el 1988, un dels primers talk shows esportius en emetre en una ràdio FM.
El 1996 Albom es va mudar a WJR, una poderosa estació de ràdio AM a Detroit. El seu programa (emès cinc vegades a la setmana) era un talk show d'interès general amb èmfasi en l'entreteniment, l'escriptura, l'actualitat i la cultura. Ha estat premiat nombroses vegades per l'Associació de Ràdio de Michigan com el millor locutor de ràdio vespertí, i el seu programa va ser seleccionat com el millor talk show radial a la revista Detroit by Hour Detroit. El 2001 el programa es va televisar a tot el país en una emissió de la cadena MSNBC. Albom continua conduint el programa des de les cinc fins a les set de la tarda a horari de l'est dels Estats Units.

## Treball en televisió
Albom apareix regularment en el programa d'ESPN The Sports Reporters (emès els diumenges al matí per ESPN a Times Square a les deu) i en SportsCenter. També participa en Costes Now, The Oprah Winfrey Show, The Today Show, The Early Show de la CBS, Good Morning America de l'ABC, El show del Dr. Phil i Larry King Live.

## Treball com a dramaturg
El 2002 es va estrenar off-Broadway al Teatre Minetta Lane la versió teatral de Els dimarts amb Morrie. Va ser co-escrita per Mitch Albom i Jeffrey Hatcher (Three Viewings) i dirigida per David Esbjornson (The Goat or Who is Sylvia?). Tuesdays with Morrie va tenir com a protagonistes a Alvin Epstein (Lucky en Waiting for Godot) com a Morrie i Jon Tenney (The Heiress) com a Mitch.
Altres obres d'Albom a més de l'adaptació teatral de dimarts van ser dues comèdies originals que es van estrenar al Teatre The Purple Rose, a Chelsea (Michigan), protagonitzada per l'actor Jeff Daniels. Duck Hunter Shoots Angel (l'obra més taquillera de The Purple Rose fins al 2009) i And the Winner Is van ser produïdes en diferents punts del país, estrenant-se en la costa oest a Laguna Beach, Califòrnia.

## Treball com a músic
Albom és compositor i músic. El 1992 va compondre la cançó "Cookin'For Two" per a una pel·lícula per a televisió, Christmas in Connecticut, dirigida per Arnold Schwarzenegger. La cançó va ser nominada per als Premis CableACE. També va compondre la cançó "Hit Somebody (The Hoquei Song)".